# Sacrofano
Sacrofano (on trouve aussi l'orthographe Scrofano) est une commune italienne de la ville métropolitaine de Rome Capitale, dans la région Latium.

## Histoire
Des fouilles archéologiques effectuées sur le territoire de la ville, située non loin de l'antique Via Flaminia, ont livré des objets d'époque romaine. Des mosaïques noires et blanches aujourd'hui conservées au musée Pio-Clementino, au Vatican, généralement considérées comme provenant d'Otricoli en Ombrie, pourraient en réalité avoir été trouvées à Sacrofano.

## Administration
| Période                                  | Période | Identité | Étiquette | Qualité |
| ---------------------------------------- | ------- | -------- | --------- | ------- |
|                                          |         |          |           |         |
| Les données manquantes sont à compléter. |         |          |           |         |

### Communes limitrophes
Campagnano di Roma, Castelnuovo di Porto, Formello, Magliano Romano, Riano, Romagnano al Monte.